# Hannah Neise
Hannah Neise (26 mei 2000) is een Duits skeletonster.

## Carrière
Neise maakte haar wereldbekerdebuut in het seizoen 2020/21 waar ze in haar eerste wereldbekerwedstrijd 13e werd. Een week later werd ze 14e op dezelfde baan in Sigulda. Op 11 december behaalde ze met een 8e plaats haar eerste top tien notering in Innsbruck. Ze eindigde het seizoen als negende. Ook het jaar erop behaalde ze een negende plaats in het eindklassement. In de eerste wedstrijd van het seizoen 2022/23 behaalde ze haar eerste wereldbekerzege in het Canadese Whistler.
Ze werd op het wereldkampioenschap in 2021 zevende individueel.
In 2022 werd ze Olympisch kampioen in Peking.

## Resultaten

### Olympische Spelen
| Jaar | Plaats | Resultaat |
| ---- | ------ | --------- |
| 2022 | Peking | Goud      |

### Wereldkampioenschappen
| Jaar | Plaats    | Resultaat      |
| ---- | --------- | -------------- |
| 2021 | Altenberg | 7e Individueel |

### Wereldbeker
Eindklasseringen
| Seizoen   | Rang |
| --------- | ---- |
| 2020/2021 | 9e   |
| 2021/2022 | 9e   |
| 2022/2023 | 5e   |

Wereldbekerzeges
| Datum            | Plaats   |
| ---------------- | -------- |
| 24 november 2022 | Whistler |